# Assedio di Kajiki
L'assedio di Kajiki fu combattuto nell'anno 1549 quando le forze del clan Shimazu assediarono il castello di Kajiki. L'assedio riuscì e e il castello venne conquistato. L'assedio si distingue per essere la prima volta in cui gli archibugi portoghesi vennero usati in battaglia in Giappone.